# Municipio de Mound (Minnesota)
El municipio de Mound (en inglés: Mound Township) es un municipio ubicado en el condado de Rock en el estado estadounidense de Minnesota. En el año 2010 tenía una población de 252 habitantes y una densidad poblacional de 2,72 personas por km².

## Geografía
El municipio de Mound se encuentra ubicado en las coordenadas 43°42′53″N 96°13′55″O / 43.71472, -96.23194. Según la Oficina del Censo de los Estados Unidos, el municipio tiene una superficie total de 92.78 km², de la cual 92,45 km² corresponden a tierra firme y (0,36 %) 0,34 km² es agua.

## Demografía
Según el censo de 2010, había 252 personas residiendo en el municipio de Mound. La densidad de población era de 2,72 hab./km². De los 252 habitantes, el municipio de Mound estaba compuesto por el 96,83 % blancos, el 0,4 % eran afroamericanos, el 2,78 % eran de otras razas. Del total de la población el 4,37 % eran hispanos o latinos de cualquier raza.